# Comè
Comè är en kommun i departementet Mono i Benin. Kommunen har en yta på 163 km2, och den hade 79 989 invånare år 2013.